# Atomic Kitten
Atomic Kitten fue un grupo femenino británico originalmente formado por Kerry Katona, Liz McClarnon y Natasha Hamilton. El grupo fue creado por Andy McCluskey y Stuart Kershaw, dos de los componentes de Orchestral Manoeuvres in the Dark, en 1998. En enero de 2001, Katona dejó el grupo y fue reemplazada por Jenny Frost, anteriormente integrante del grupo femenino Precious.

## Historia
Andy McCluskey fue el creador de este trío femenino en 1999.
McCluskey es uno de los fundadores, cantante y bajista, del grupo de synth pop Orchestral Manoeuvres in the Dark (OMD), famoso internacionalmente por su mítica canción de 1980 «Enola Gay».
A finales de 2006, las chicas decidieron disolver temporalmente el grupo, volviendo a la escena musical nueve años después, en 2012, y con la agrupación original, es decir, Liz McClarnon, Natasha Hamilton y Kerry Katona.
En noviembre de 2021 anuncian en su Instagram oficial la vuelta al mundo de la música para 2022, con la última formación compuesta por Tash, Liz y Jenny.

## Listas de éxitos
El grupo tuvo tres sencillos en el n.º 1 de las listas de éxitos de Gran Bretaña a principios del siglo XXI:
- 2001 - Whole Again, que es el cuarto sencillo más vendido por ellas.
- 2001 - Eternal Flame, una canción original de The Bangles.
- 2002 - The Tide Is High, un tema original compuesto en los años 60 por John Holt, miembro del grupo jamaicano The Paragons y versionada después, en 1980, por la banda neoyorquina Blondie.

La banda también alcanzó el n.º 1 en su país en las listas de ventas de álbumes:
- Right Now (2001), una reedición de su álbum de debut.
- Feels So Good (2002).

## Ventas
El grupo vendió más de 10 millones de copias alrededor del mundo. Estas ventas provienen de 6,2 millones por sus sencillos y 3,8 millones por sus álbumes.

## Discografía

### Álbumes de estudio
- Right Now (2000)
- Feels So Good (2002)
- Ladies Night (2003)